# مونیکا پاتر
مونیکا پاتر (انگلیسی: Monica Potter؛ زادهٔ ۳۰ ژوئن ۱۹۷۱) هنرپیشه اهل ایالات متحده آمریکا است. وی از سال ۱۹۹۴ میلادی تاکنون مشغول فعالیت بوده‌است.

## فیلم‌شناسی
| سال  | عنوان                               | نقش           | توضیحات بیشتر |
| ---- | ----------------------------------- | ------------- | ------------- |
| ۱۹۹۶ | ضدگلوله                             | بیکرز         |               |
| ۱۹۹۷ | هواپیمای محکومین                    | تریسا پوئه    |               |
| ۱۹۹۸ | پچ آدامز                            | کارین         |               |
| ۱۹۹۸ | مکانی خشک و خنک                     | بث وارد       |               |
| ۱۹۹۸ | ملاقات مارتا با فرانک، دنیل و لورنس | مارتا         |               |
| ۱۹۹۸ | رها از محدودیت                      | کارن فیشر     |               |
| ۱۹۹۹ | بهشت یا وگاس                        | لیلی          |               |
| ۲۰۰۱ | سر پاشنه                            | آماندا        |               |
| ۲۰۰۱ | وقتی که عنکبوت می‌آید                | جزی فلانینگان |               |
| ۲۰۰۲ | من با لوسی هستم                     | لوسی          |               |
| ۲۰۰۴ | اره                                 | آلیسون گوردون |               |
| ۲۰۰۸ | یادگیری کمتر                        | لورا بوچوالد  |               |
| ۲۰۰۹ | آخرین خانه در سمت چپ                | بیگ دن        |               |
| ۲۰۱۴ | لنون یا مک کارتنی                   | مونیکا پاتر   |               |